# Model van Wernicke-Geschwind
Het model van Wernicke-Geschwind van woordverwerking is een taalmodel dat het nazeggen van geschreven en gesproken woorden beschrijft in termen van een traject van opeenvolgende fasen. Het bijzondere hiervan is dat bij elke fase ook het betrokken gebied in de hersenen wordt aangegeven. Het model is voornamelijk gebaseerd op studies van hersenbeschadigingen, en heeft grote invloed gehad op onderzoek binnen de neuropsychologie.

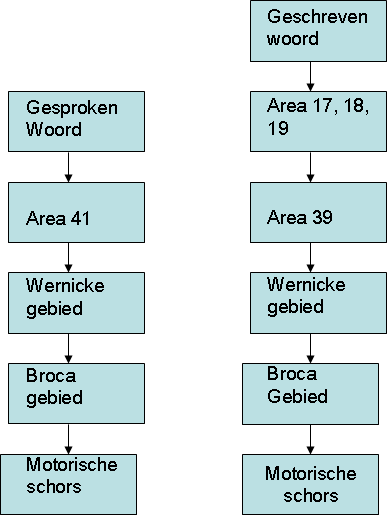
Het taalmodel van Wernicke-Geschwind. Verschillende fasen die in de hersenen worden doorlopen bij het nazeggen van een gesproken woord (links) en geschreven woord (rechts). Areae (volgens Brodmann) 41: auditieve gebied, 17,18,19: visuele gebieden, 39: gyrus angularis

## Gesproken woorden
Deze fasen zijn achtereenvolgens bij het nazeggen van gesproken woorden: de akoestische verwerking in de primaire auditieve schors (area 41), het begrijpen van de betekenis in het centrum van Wernicke, het klaarzetten van een spraakprogramma in het centrum van Broca, en ten slotte het uitspreken van het woord zelf in de motorische schors (met name het deel dat betrokken is bij beweging van gezichtspieren). Transport van het centrum van Wernicke naar het centrum van Broca gebeurt via de zenuwbanen van de fasciculus arcuatus. 

## Visueel aangeboden woorden
Bij het nazeggen van visueel aangeboden woorden is het traject als volgt: visuele verwerking in de primaire en secundaire visuele schors (areae 17,18,19), het 'vertalen' van het visuele woordbeeld in een fonologische code in de zogeheten gyrus angularis (area 39: het centrum van Wernicke 'begrijpt' immers alleen maar gesproken woorden). De volgende fasen zijn identiek aan die voor gesproken woorden.
Het model van Wernicke-Geschwind is een goed voorbeeld van een modulaire theorie waarin complexe processen worden uiteengerafeld in een reeks meer elementaire deelprocessen. Later onderzoek waarin gebruik is gemaakt van beeldvormende technieken zoals fMRI en PET heeft echter ook vraagtekens gezet bij het model. Een van de punten van kritiek was de sterke functionele scheiding tussen de centra van Wernicke en Broca in de hersenen en de hiermee verbonden taalprocessen.